# Guna (Madhya Pradesh)
Guna ist eine Stadt im indischen Bundesstaat Madhya Pradesh. Die Stadt befindet sich im Norden des Bundesstaates und liegt am Ufer des Flusses Parbati.
Die Stadt ist das Verwaltungszentrum des gleichnamigen Distrikt Guna. Guna hat den Status eines Municipal Council. Die Stadt ist in 37 Wards gegliedert.

## Demografie
Die Einwohnerzahl der Stadt liegt laut der Volkszählung von 2011 bei 180.935. Guna hat ein Geschlechterverhältnis von 915 Frauen pro 1000 Männer und damit einen für Indien üblichen Männerüberschuss. Die Alphabetisierungsrate lag bei 80,0 % im Jahr 2011. Knapp 82 % der Bevölkerung sind Hindus, ca. 12 % sind Muslime, ca. 4 % sind Jainas und ca. 2 % gehören einer anderen oder keiner Religion an. 13,5 % der Bevölkerung sind Kinder unter 6 Jahren.

## Infrastruktur
Die Stadt ist durch einen Bahnhof mit dem Rest des Landes verbunden.

## Persönlichkeiten
- Arshdeep Singh (* 1999), Cricketspieler